# 北中城村立北中城中学校
北中城村立北中城中学校（きたなかぐすくそんりつ きたなかぐすくちゅうがっこう）は、沖縄県中頭郡北中城村にある公立（村立）中学校。

## 出身著名人
- 砂川リチャード - プロ野球選手